# Michael Carrick
Michael Carrick, född 28 juli 1981 i Wallsend, Tyne and Wear, är en engelsk före detta fotbollsspelare (mittfältare) som spelade stora delar av sin karriär i Manchester United. Han var under en kort period i november 2021 även tillfällig huvudtränare för klubben. Han är sedan 2022 huvudtränare i Middlesbrough.

## Klubbkarriär
Den 31 juli 2006 bekräftades hans övergång till Manchester United, där han fick nummer 16 efter Roy Keane. Sedan Carrick kom till Manchester United har han varit en viktig spelare på det defensiva mittfältet. 

## Landslagskarriär
Carrick gjorde sin första start i en A-landslagskamp för England i maj 2005 men redan 2001 så gjorde han sin debut för England med två inhopp. Carrick blev uttagen i Englands VM-trupp till VM i Tyskland 2006 av den svenske managern Sven-Göran Eriksson. I turneringen spelade Carrick en match, i åttondelsfinalen mot Ecuador som England kom att vinna med 1–0. Men det blev inget mer spel för Carrick i turneringen och hans England blev utslaget i kvartsfinalen mot Portugal efter straffar.
Carrick blev även uttagen till den slutliga VM-truppen till VM i Sydafrika 2010, men i det här VM:et blev det ingen speltid för Carrick trots ett mycket svagt VM från Englands sida.

## Tränarkarriär
Den 24 oktober 2022 blev Carrick anställd som huvudtränare i EFL Championship-klubben Middlesbrough.

## Privatliv
Carrick gifte sig 2007 med sin fru Lisa (född Roughead), på samma dag som hans landslagskompisar Steven Gerrard och Gary Neville gifte sig med sina respektive fruar, 16 juni. Carrick har även två barn, en dotter som heter Louise och en son som heter Jacey.

## Meriter
- Premier League (5): 2007, 2008, 2009, 2011, 2013
- FA-cupen (1): 2016
- Ligacupen (1): 2010
- FA Community Shield (3): 2007, 2008, 2010
- UEFA Champions League (1): 2008
- FIFA Club World Cup (1): 2008